# Grundfjärden, Finström
Grundfjärden är en fjärd i Finström på Åland. Grundfjärden är en instängd fjärd som i norr är förbunden med Orrfjärden genom ett 400 meter brett sund och i övrigt omges av land.
I öster finns näset Vandö, i sydväst finns den tidigare ön Björkö, som efter att ha vuxit ihop med Vandö på sin östra sida och Bastö på sin norra sida, bildar ett sammanhängande näs. Grundfjärden är i söder förbunden med Västerfjärden genom en 150 meter lång ådra över näset mellan Björkö och Vandö.